# Ida Matton
Ida Elisabeth Matton (1863-1940) est une sculptrice suédoise.

## Biographie
Matton est née le 24 février 1863 à Gävle. Elle étudie à Kungliga Tekniska högskolan à Stockholm. Elle se rend ensuite à Paris pour poursuivre ses études. Elle y fréquente l'Académie Colarossi et l'Académie Julian.
En 1888, elle expose au Salon de Paris. Elle continue à exposer son travail en Europe ; en 1896 au Salon des Artistes Français à Paris, en 1897 à l'Exposition d'Art de Stockholm, en 1900 à l'Exposition Universelle, et en 1901 à l'Exposition d'Art de Gefle.
Elle expose également son travail au Palais des Beaux-Arts lors de l'Exposition universelle de 1893 à Chicago, Illinois.
Ida Matton est également peintre paysagiste, elle expose ses œuvres de Laponie en 1927. Une autre œuvre célèbre de Matton est la sculpture Le châtiment de Loki, qui date de 1905 et est exécutée en marbre et exposée au Salon de Paris en 1909. Il est coulé en bronze en 1936. En 1923, la sculpture en marbre est placée dans les vestiges de l'ancien pont de Riddarholm, la soi-disant "grotte de Palmstedt", dans le parc de l'Hôtel de ville de Stockholm. Une autre punition de Loki est donnée par son frère Emil Matton en 1938, à l'occasion de son 75e anniversaire, au futur musée de Gävleborg. En 1963, le musée organise une exposition commémorative de Matton avec une soixantaine de ses œuvres. Elle reçoit plusieurs prix en France et en Italie et reçoit le Litteris et Artibus de 1927 pour la sculpture. Matton est représenté, entre autres, au Nationalmuseum à Stockholm et au County Museum of Gävleborg à Gävle.
En 1914, avec le déclenchement de la Première Guerre mondiale, Matton retourne en Suède. Elle revient à Paris après la guerre, puis rentre chez elle à Gävle en 1932.
Matton est décédée le 7 juillet 1940 à Gävle. Son Portrait sculpté d'une femme fait partie de la collection du Nationalmuseum de Stockholm.

## Galerie

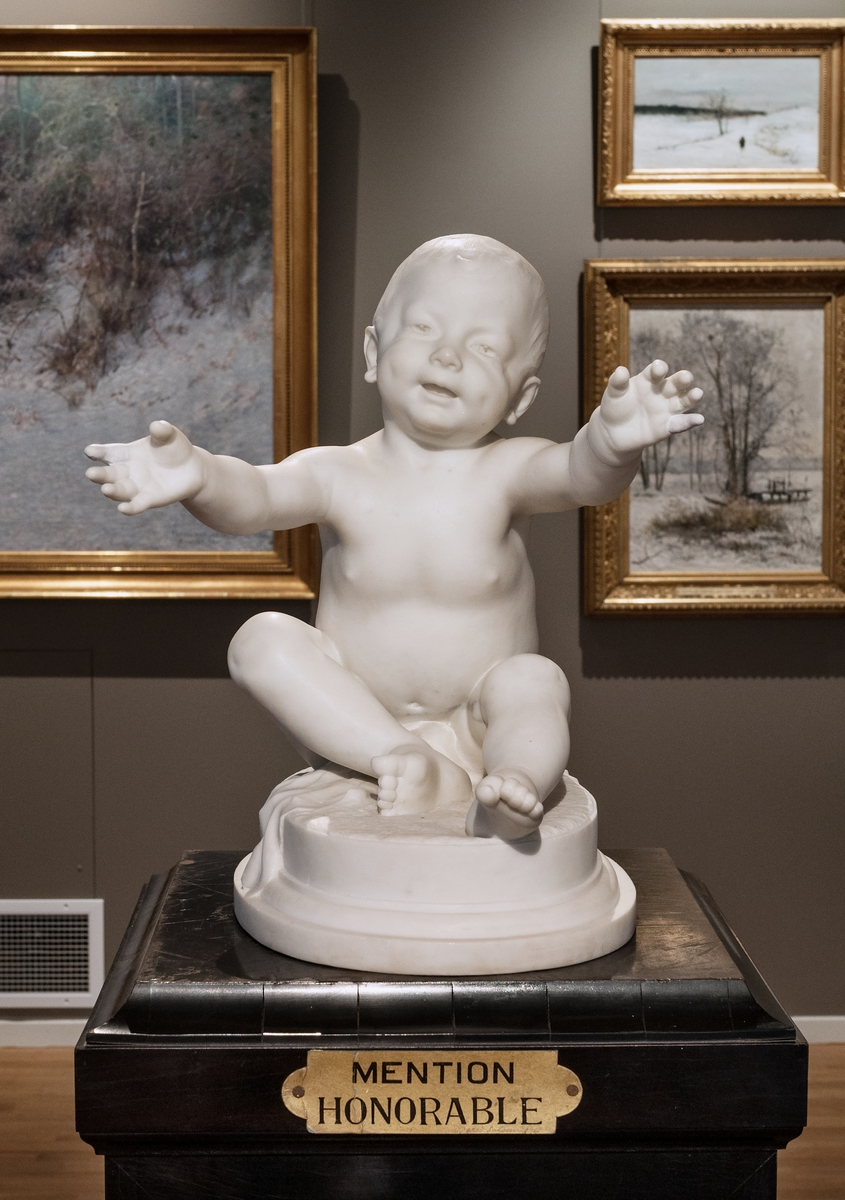
Bebé, musée de Gävleborg
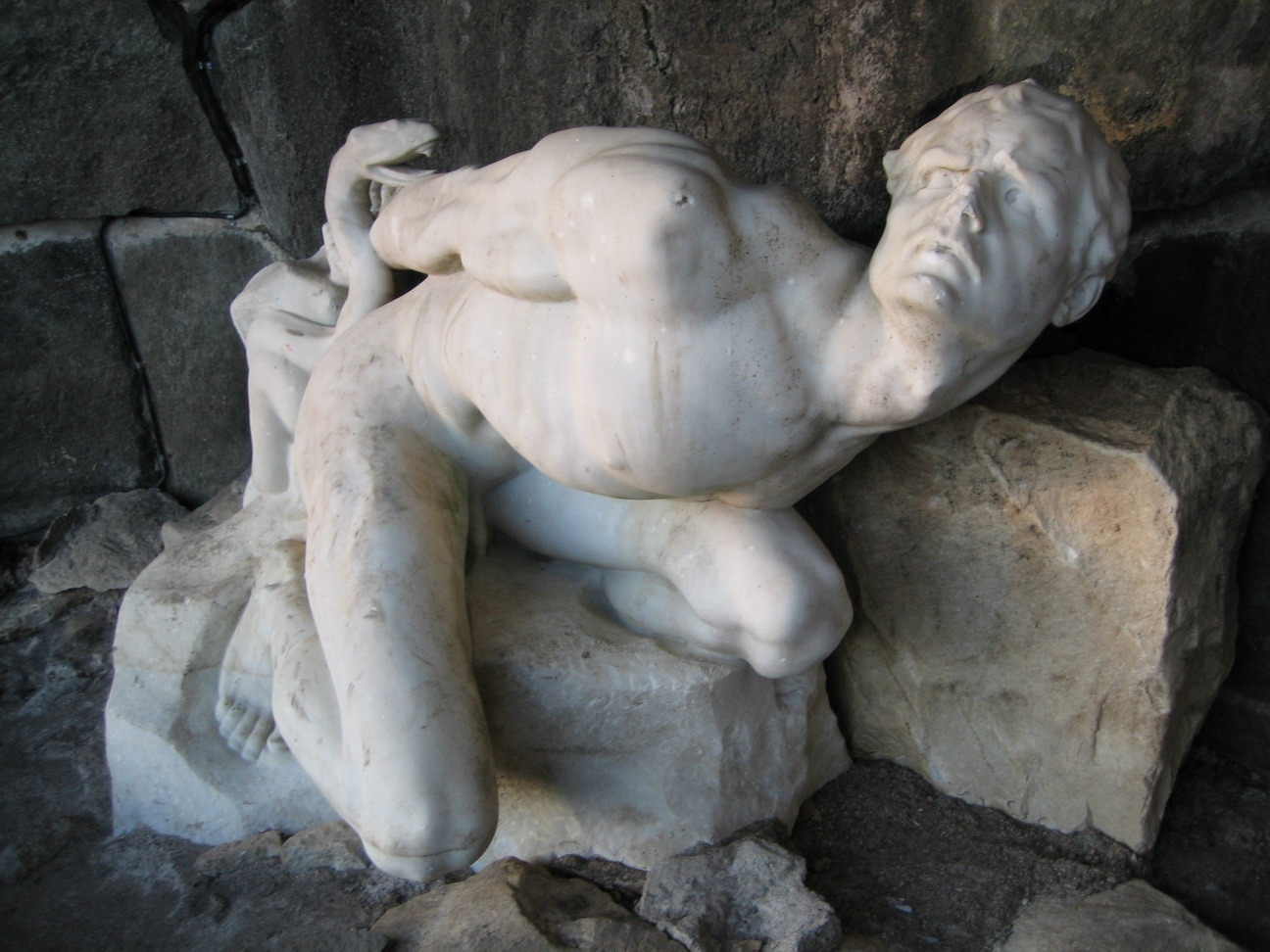
Punition de Loki, 1923, Stockholm City Hall
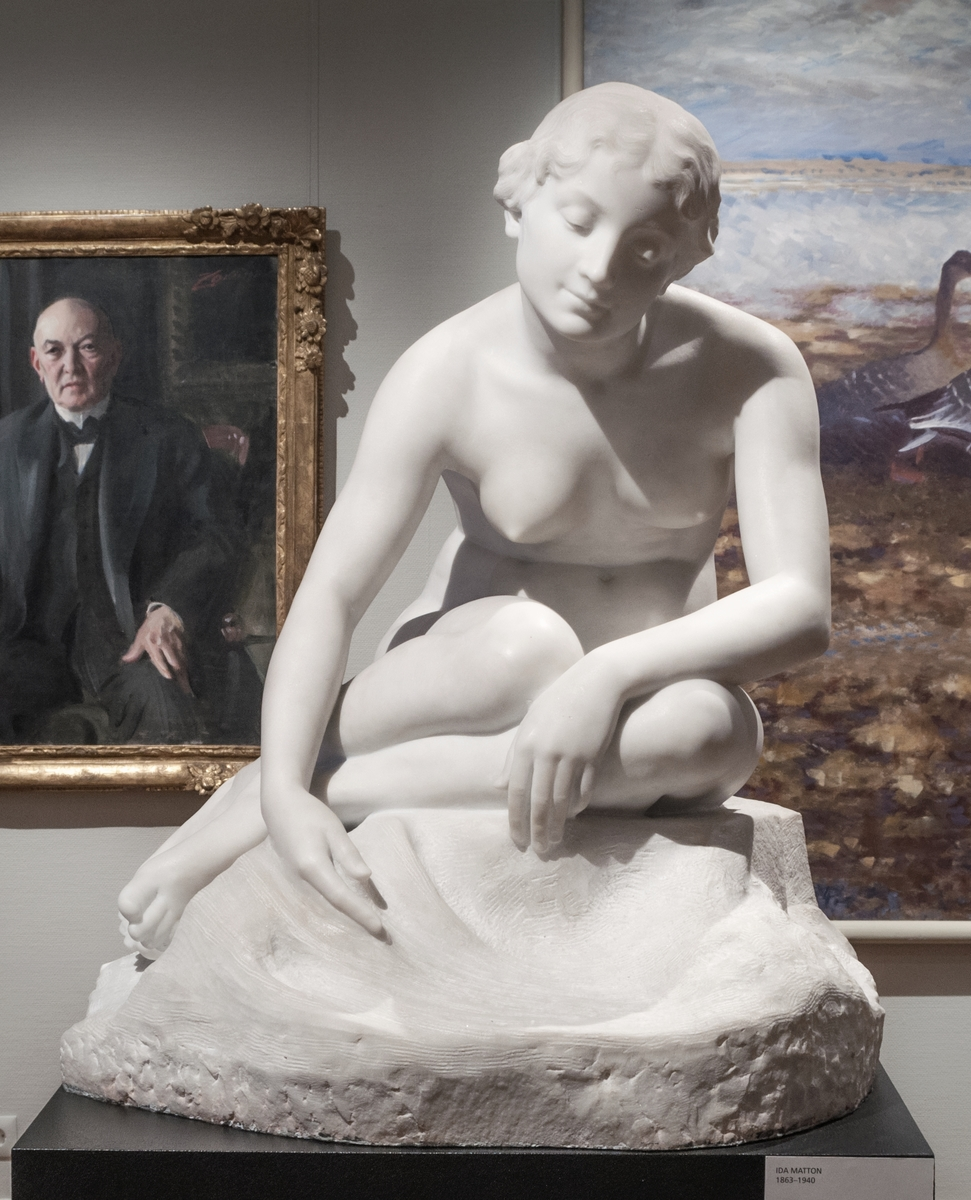
Dolce far niente, 1901, musée de Gävleborg
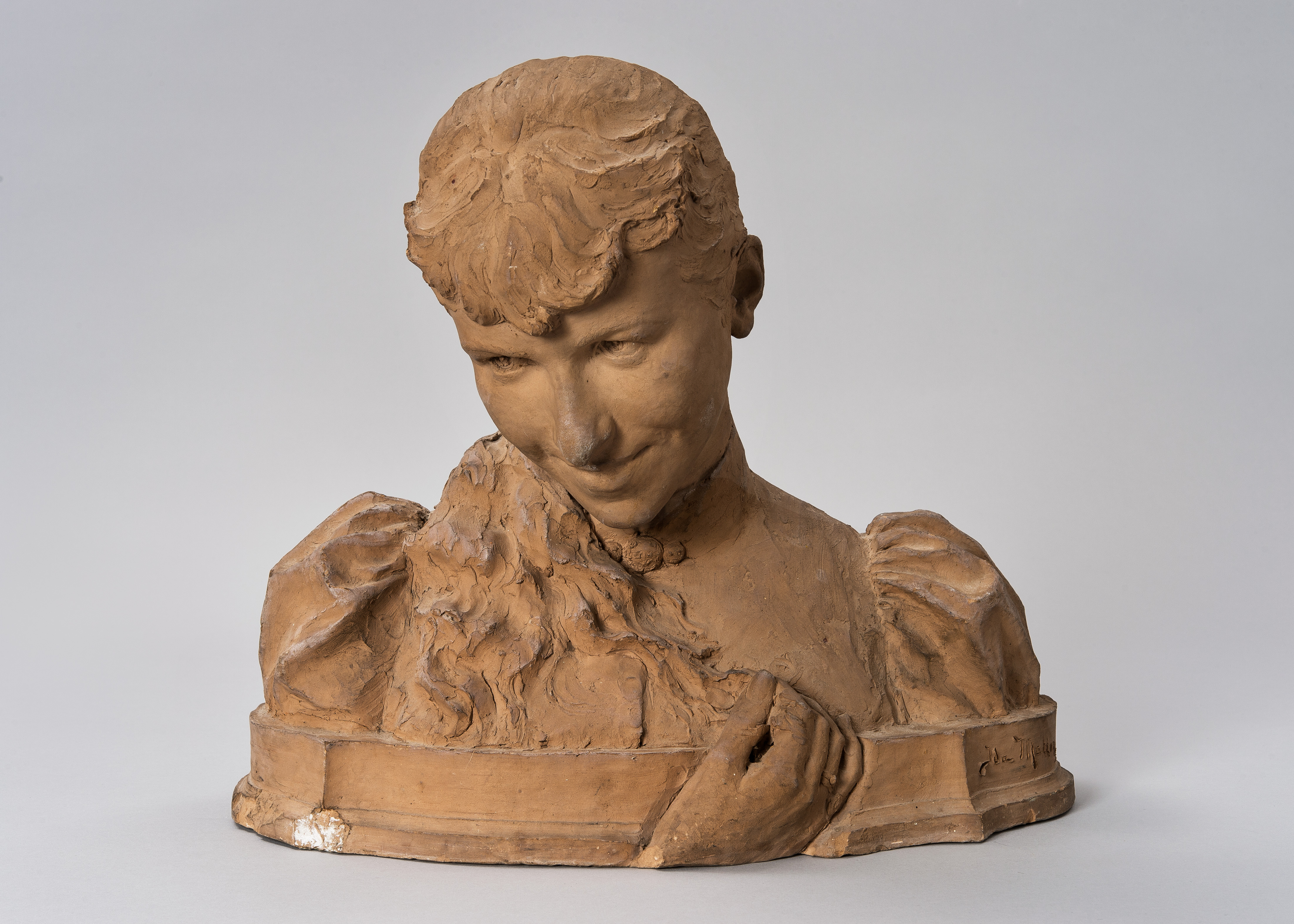
Sculpted Portrait of a Woman, 1891, Nationalmuseum
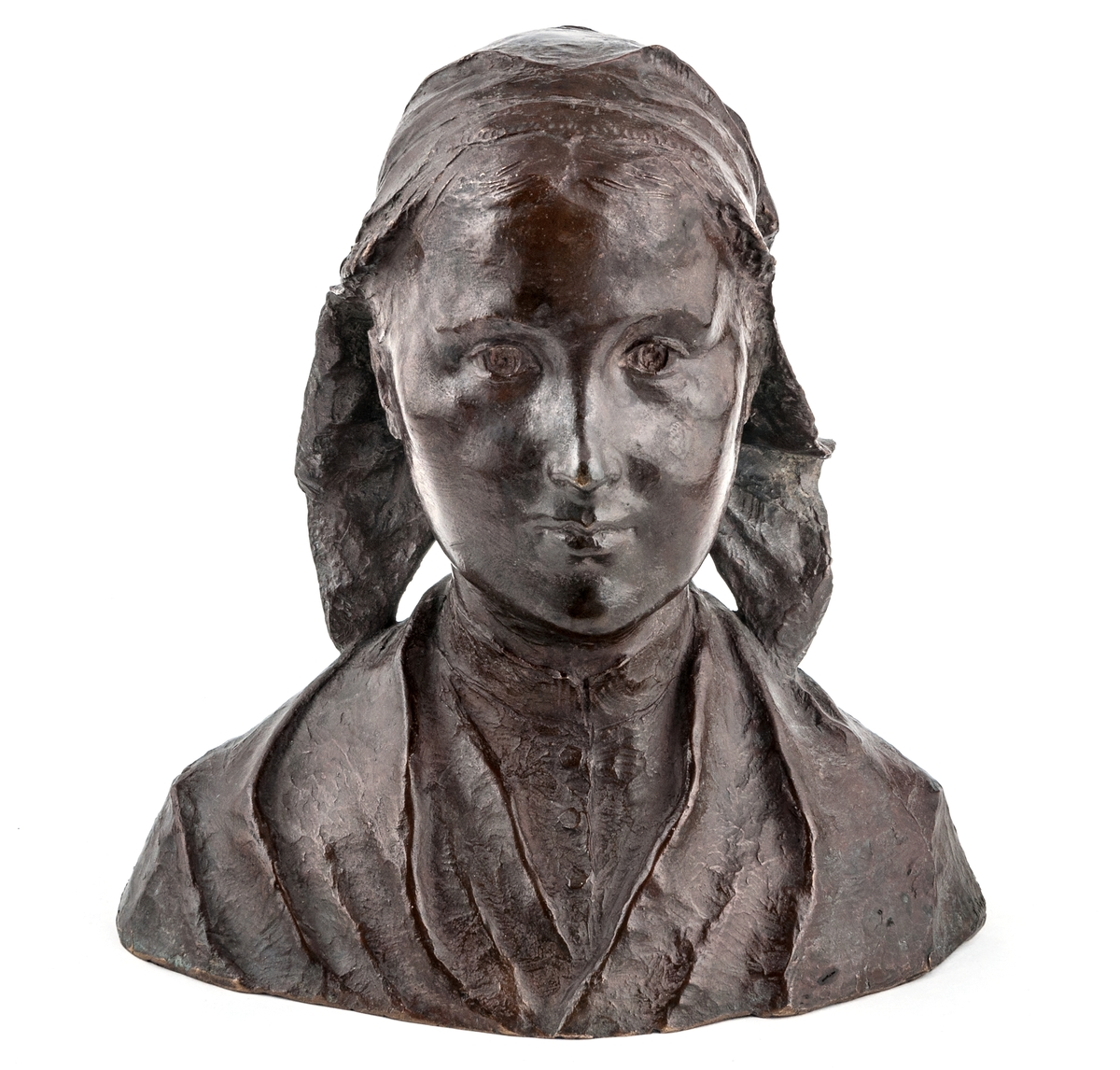
Brittany, 1896, musée de Gävleborg
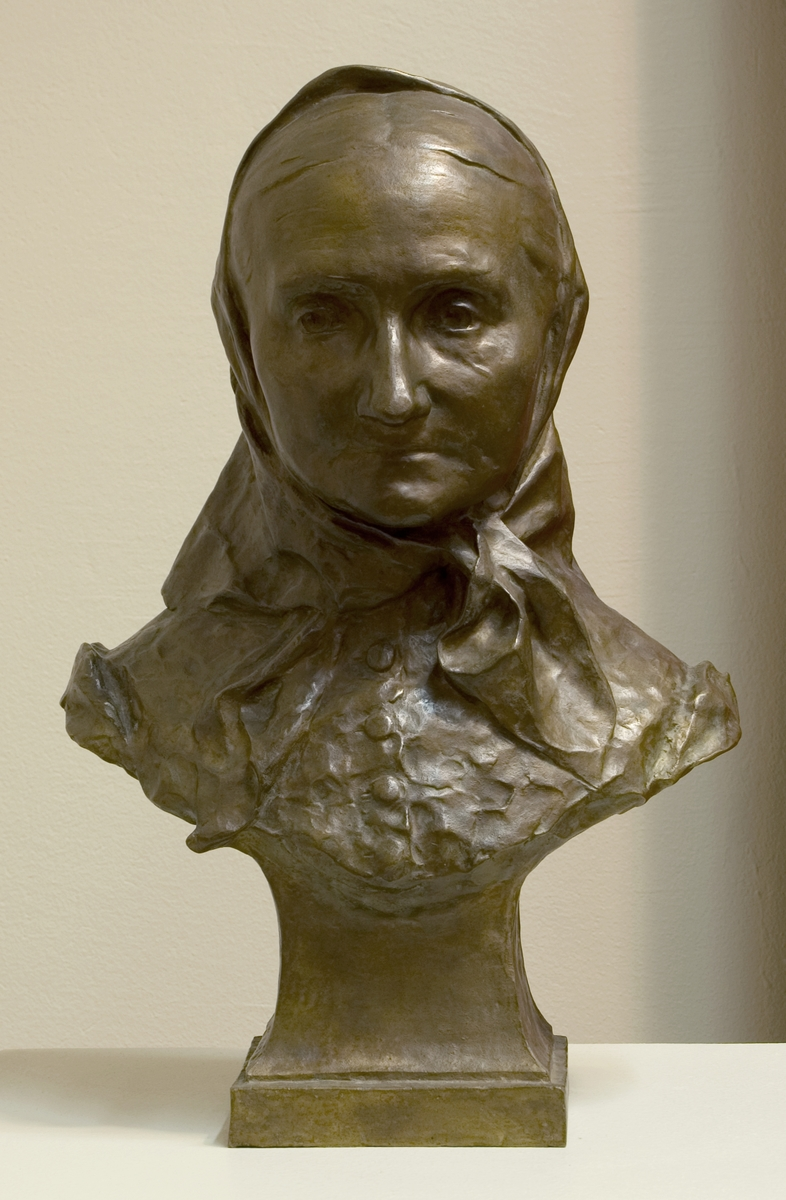
Mother, musée de Gävleborg
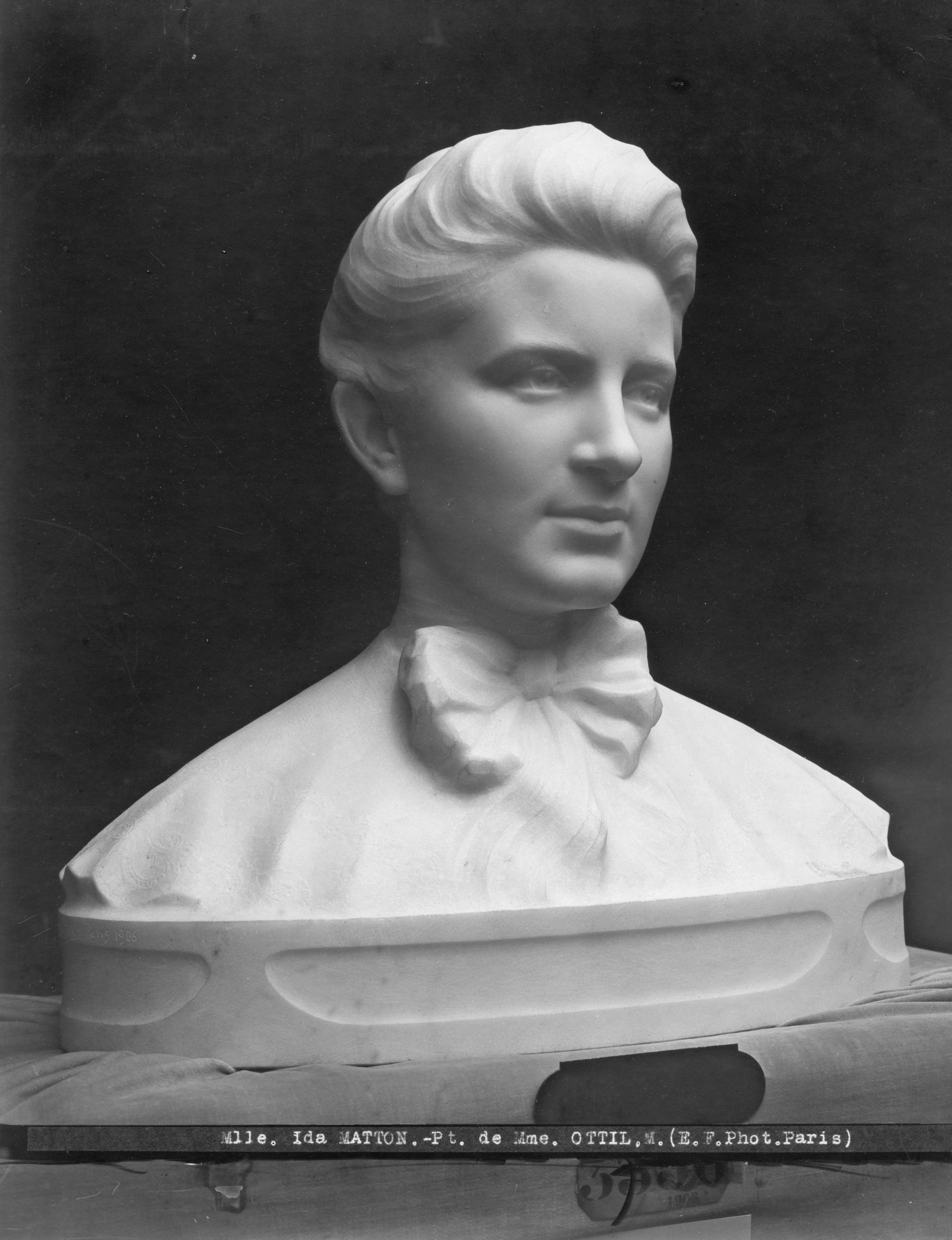
Bust of Ottil Matton, musée de Gävleborg